# Philharmonisch Koor Toonkunst Rotterdam
Philharmonisch Koor Toonkunst Rotterdam, ook wel Toonkunst Rotterdam genoemd, is een koor van geschoolde amateurzangers in de Nederlandse stad Rotterdam.

## Historie
Het koor werd opgericht in 1829. Een docent van het Gymnasium Erasmianum in Rotterdam stichtte toen de Rotterdamse afdeling van de Maatschappij tot Bevordering der Toonkunst. Meteen daarna besloot deze Maatschappij tot het oprichten van het eerste oratoriumkoor van Rotterdam: Toonkunst.
Toonkunst Rotterdam zorgde voor de eerste uitvoering van de Matthäus Passion van Johann Sebastian Bach in Nederland, in 1870 onder leiding van Woldemar Bargiel. In 1960 fuseerde Toonkunst met het koor van het Rotterdams Philharmonisch Orkest (RPhO) tot het Philharmonisch Koor Toonkunst. Na deze fusie ontstond er nog jarenlang een intensieve samenwerking tussen het Philharmonisch Koor Toonkunst en het RPhO, naast de eigen concerten.

## Repertoire
Het Philharmonisch Koor Toonkunst Rotterdam zingt naast het gebruikelijke repertoire (oratoria, requiems, missen, symfonieën met koor) ook allerlei bijzondere projecten, zoals concerten met populair klassiek repertoire in samenwerking met het RPhO (onder de naam Classical Spectacular), optredens in discotheken (Gergiev Festival) en de ArenA (Pavarotti, Sensation White).

## Kamerkoor
Het kamerkoor van Toonkunst Rotterdam werd in 1977 opgericht door toenmalig dirigent Jan Eelkema, aanvankelijk onder de naam Kleinkoor Toonkunst. Dit was mede op initiatief van het RPhO. Het Kamerkoor Toonkunst bestaat uit ongeveer 25 zangers, die allen ook in het grote koor zingen. Het Kamerkoor Toonkunst heeft een eigen programmering, maar verleent ook medewerking aan producties van beroepsorkesten zoals het RPhO, het Limburgs Symfonie Orkest, het Residentie Orkest, de Amsterdamse Bachsolisten en het barokorkest Concerto '91. Het kamerkoor gaf Nederlandse premières van stukken van Luciano Berio, Frank Martin en Georg Philipp Telemann.

## Dirigent
Verschillende gerenommeerde dirigenten hebben het Philharmonisch Koor Toonkunst geleid, zoals Eduard Flipse, Jean Fournet, Kees Stolwijk, Jan Eelkema en Hans van den Hombergh. Van 1993 tot 2008 was Daan Admiraal vaste dirigent van het Philharmonisch Koor Toonkunst en van het kamerkoor. Per 1 juli 2008 werd hij opgevolgd door Maria van Nieukerken.